# 安达站 (黑龙江省)
安达站位于中华人民共和国黑龙江省绥化市安达市铁路街，建于1902年，是滨洲铁路和哈齐高速铁路上的一个铁路车站，现办理客运和货运业务，车站及其上下行区间均已电气化。车站距离哈尔滨站127公里，是中国铁路哈尔滨局集团大庆车务段下辖的二等站。为配合哈齐高速铁路建设，车站于2013年9月进行改扩建，2015年1月全面竣工并投入使用。

## 车站布局

### 车站站房
2015年投用的车站站房面积由628平方米增加到4999平方米，可容纳近500人同时候车；候车大厅还设有LED显示屏，显示所有车次、时间、候车区域、检票口等候车信息；广播系统也增设了区域广播，增强了局部宣传效果；改造后的售票厅由3个售票窗口增加到5个，并设置了无障碍专用购票窗口和自动售票机，大大提高了进站验票速度；候车大厅两侧设有卫生间和饮水机，方便乘客出行。
- 售票大厅
- 候车大厅
- 进站闸机
- 车站南侧的苏联红军纪念碑

### 站场
安达站普速场原设有11条股道，哈齐高速铁路占用部分站场，使得普速场规模减至7条（含2条滨洲正线），同时将站房等设施向后迁移还建。驼峰场担当大庆油田和齐齐哈尔、北安上行方向及哈尔滨下行方向货物列车编解任务，设有8条调车线。
| 1F |            | 车站货场                                |
| 1F | 5站台      | 滨洲铁路 往满洲里方向（卧里屯站）       |
| 1F | ↑ 侧式站台 |                                         |
| 1F | 4站台      | 滨洲铁路 下行列车通过线                 |
| 1F | 通过线     | 滨洲铁路 上行列车通过线                 |
| 1F | 3站台      | 滨洲铁路 往哈尔滨方向（羊草站）         |
| 1F | 岛式站台   |                                         |
| 1F | 2站台      | 哈齐高速铁路 往齐齐哈尔方向（大庆东站） |
| 1F | 通过线     | 哈齐高速铁路 下行列车通过线             |
| 1F | 通过线     | 哈齐高速铁路 上行列车通过线             |
| 1F | 1站台      | 哈齐高速铁路 往哈尔滨方向（肇东站）     |
| 1F | 侧式站台   |                                         |
| 1F | 站房内     | 进站口、出站口、候车厅、售票厅、检票口  |
| 1F | 站房外     | 公交车等候区、出租车等候区、接送区      |

## 旅客列车目的地
| 目的地地区 | 列车终到目的地                                                                                             |
| ---------- | --- |
| 东北地区   | 哈尔滨站、哈尔滨西站、齐齐哈尔站、齐齐哈尔南站、大庆西站、牡丹江站、加格达奇站、满洲里站、大连站、大连北站 |
| 华北地区   | 北京站 |
| 华东地区   | 菏泽东站、合肥站                                                                                           |
| 中南地区   | 郑州东站                                                                                                   |

## 事故
2001年4月20日早晨6时20分，由北京开往齐齐哈尔的T47次列车在安达站发生重大出轨事故，牵引机车（哈局三段 DF4D 3089）和13节车厢颠覆，造成2人死亡，2人重伤，25人轻伤，另外还有3名列车员受伤，事故的原因是机车乘务员在通过安达站站台时违章超速，进入岔道导致出轨。